# Кабу-Делгаду
Кабу-Делгаду (порт. Cabo Delgado) — провінція в Мозамбіку. Площа провінції дорівнює 82625 км². Чисельність населення на 2007 рік становить 1 632 065 чоловік. Адміністративний центр — місто Пемба (141316 жителів на 2006).

## Географія
Провінція Кабу-Делгаду є самою північною в Мозамбіці. На півночі її проходить державний кордон між Мозамбіком та Танзанією. На заході від провінції Капу-Делгаду знаходиться провінція Ньяса. На південному сході - провінція Нампула. На сході від неї лежить Індійський океан.

## Історія
У роки війни за незалежність провінція Кабу-Делгаду була головною базою партизанів ФРЕЛІМО, які отримували допомогу з території Танзанії.
До провінції Кабу-Делгаду відноситься архіпелаг Квірімбас, який з 2008 року запропонований до включення в список Всесвітньої спадщини ЮНЕСКО. Головне місто архіпелагу Ібо (близько 3500 жителів) з 1761 по 1929 рік був адміністративним центром колонії Кабу-Делгаду (потім «столиця» була перенесена в Порту-Амелія, нині - Пемба). В Ібо збереглися португальський форт Сан-Жуан і будівлі часів колоніальної адміністрації.

## Населення
Провінцію в основному населяють представники народів макуа і маконде.

## Адміністративний поділ
В адміністративному відношенні Кабу-Делгаду розділена на 16 дистриктів і 4 муніципалітети:

### Дистрикт
- Ancuabe District - площа 4606 км²; 109792 чол.
- Balama District - площа 5619 км²; 126116 чол.
- Chiúre District - площа 4210 км²; 230044 чол.
- Ibo District - площа 48 км²; 9509 чол.
- Macomia District - площа 4049 км²; 81208 чол.
- Mecúfi District - площа 1192 км²; 43573 чол.
- Meluco District - площа 5799 км²; 25184 чол.
- Mocímboa da Praia District - площа 3548 км²; 94197 чол.
- Montepuez District - площа 15 871 км²; 185635 чол.
- Mueda District - площа 14150 км²; 120067 чол.
- Muidumbe District - площа 1987 км²; 73457 чол.
- Namuno District - площа 6915 км²; 179992 чол.
- Nangade District - площа 3031 км²; 63739 чол.
- Palma District - площа 3493 км²; 48423 чол.
- Pemba-Metuge District - площа 1094 км²; 65365 чол. (Входить місто Пемба),
- Quissanga District - площа 2061 км²; 35192 чол.

### Муніципалітети
- Mocimboa da Praia
- Montepuez
- Pemba - площа 194 км²; 141316 чол.
- Mueda (vila)

| Мозамбік | Це незавершена стаття з географії Мозамбіку. Ви можете допомогти проєкту, виправивши або дописавши її. |